# Ярмолинский, Эмиль Иосифович
Эмиль Иосифович Ярмолинский (при рождении Самуил Йосевич; 11 декабря 1918, Одесса — 29 июня 1994, Санкт-Петербург) — советский архитектор.

## Биография
Родился 11 декабря 1918 года в Одессе, в семье земледельца еврейской земледельческой колонии Маншурово Велико-Мечетнянской волости Балтского уезда Йося Хаскелевича Ярмолинского (1874—?) и Махли Мошковны Ярмолинской (в девичестве Рашковской, 1888—?), дочери тираспольского мещанина, заключивших брак в Одессе 20 марта 1916 года (это был второй брак отца). 
Окончил Ленинградский инженерно-строительный институт (ЛИСИ) в 1948 году. Ведущий специалист по санаторно-курортному строительству, автор многочисленных здравниц в курортной зоне Ленинграда.
Участник Второй Мировой войны: прошёл от Ораниенбаумского «пятачка» до Сталинграда, а затем до Варшавы и Берлина. Служил в 3-м Ленинградском артиллерийском корпусе прорыва. Член ВКП(б) с 1944 года (№ 6080960).
После войны работал в институте «ЛенЗНИИЭП». Занимал должность руководителя мастерской (1964—1994). Мастерская выпускала проекты административных зданий, гостиниц, учреждений отдыха для Ленинграда и других городов страны.
Похоронен на Богословском кладбище Санкт-Петербурга.

## Избранные проекты и постройки вЛенинградеи Ленинградской области

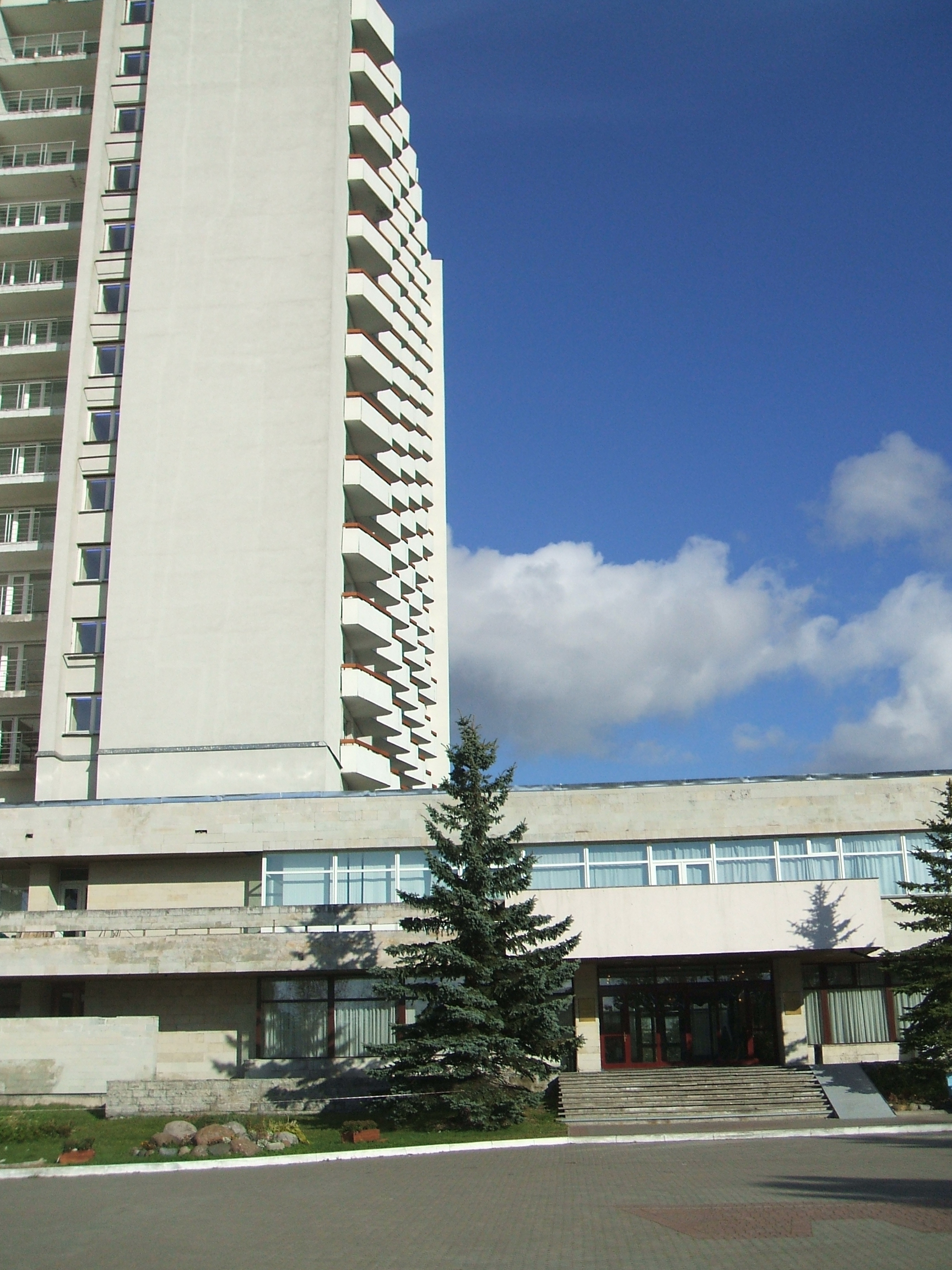
Пансионат «Балтиец»
Пансионат «Дюны» (снесён)
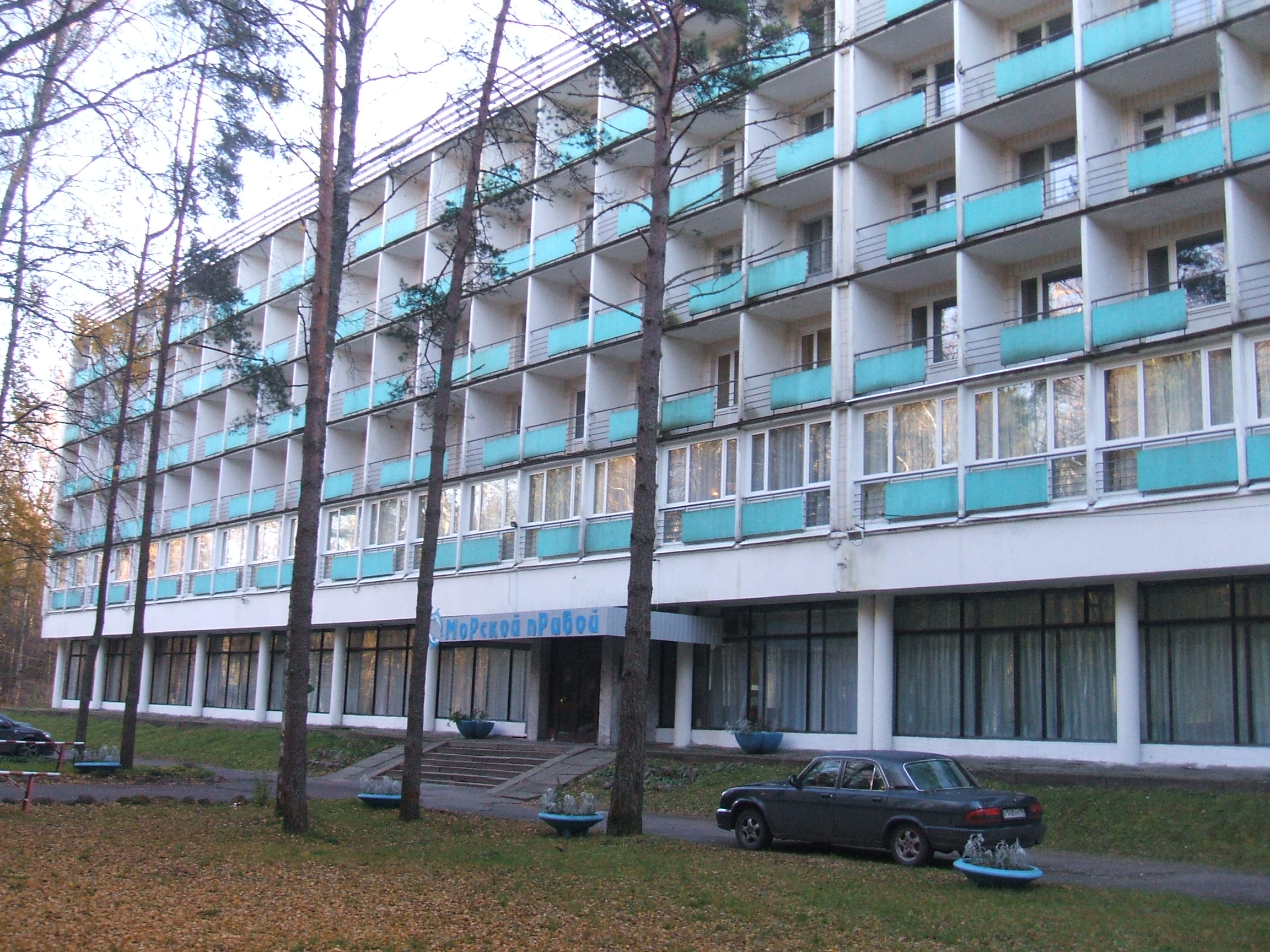
Пансионат «Морской прибой»
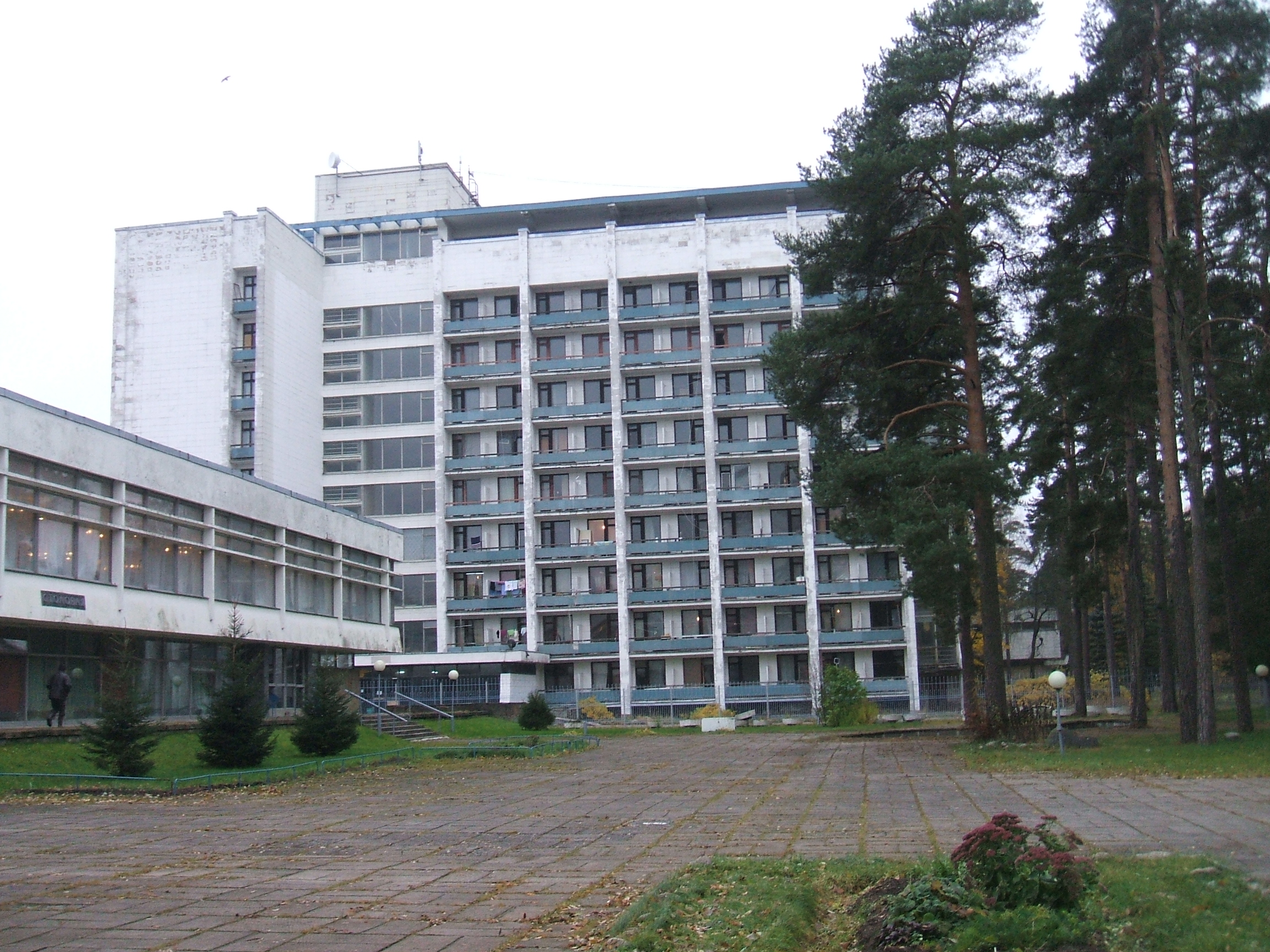
Санаторий «Северная Ривьера»

- Жилые здания на проспекте Обуховской Обороны, 15, 17 и 23, улицы Качалова, 1 и 2 (совместно с архитекторами Л. Ю. Гальпериным и Е. Ю. Бородич, 1950-е)
- Музыкальная школа на улице Чкалова, 66, Гатчина
- Крупнопанельное жилое здание на Магнитогорской улице, 95
- Здания здравниц в курортной зоне города: «Дюны», «Морской прибой», «Сестрорецкий курорт», «Северная Ривьера», лечебно-оздоровительный комплекс больницы им. Свердлова, турбаза в Репине (совместно с архитекторами М. Б. Серебровским, Л. В. Доброницкой, М. П. Борзенковой, Ю. А. Прокофьевым, инженером И. Н. Филатовым и другими, 1964—1990-е)
- Комплекс зданий базы отдыха Балтийского морского пароходства в Репине (совместно с архитекторами М. Б. Серебровским, Л. В. Доброницкой, М. П. Борзенковой, Ю. А. Прокофьевым, В. И. Чеклиным, инженером И. Н. Филатовым и другими, 1986)